# Autour à ailes grises
Melierax poliopterus
Espèce
Statut de conservation UICN

 LC  : Préoccupation mineure
Statut CITES

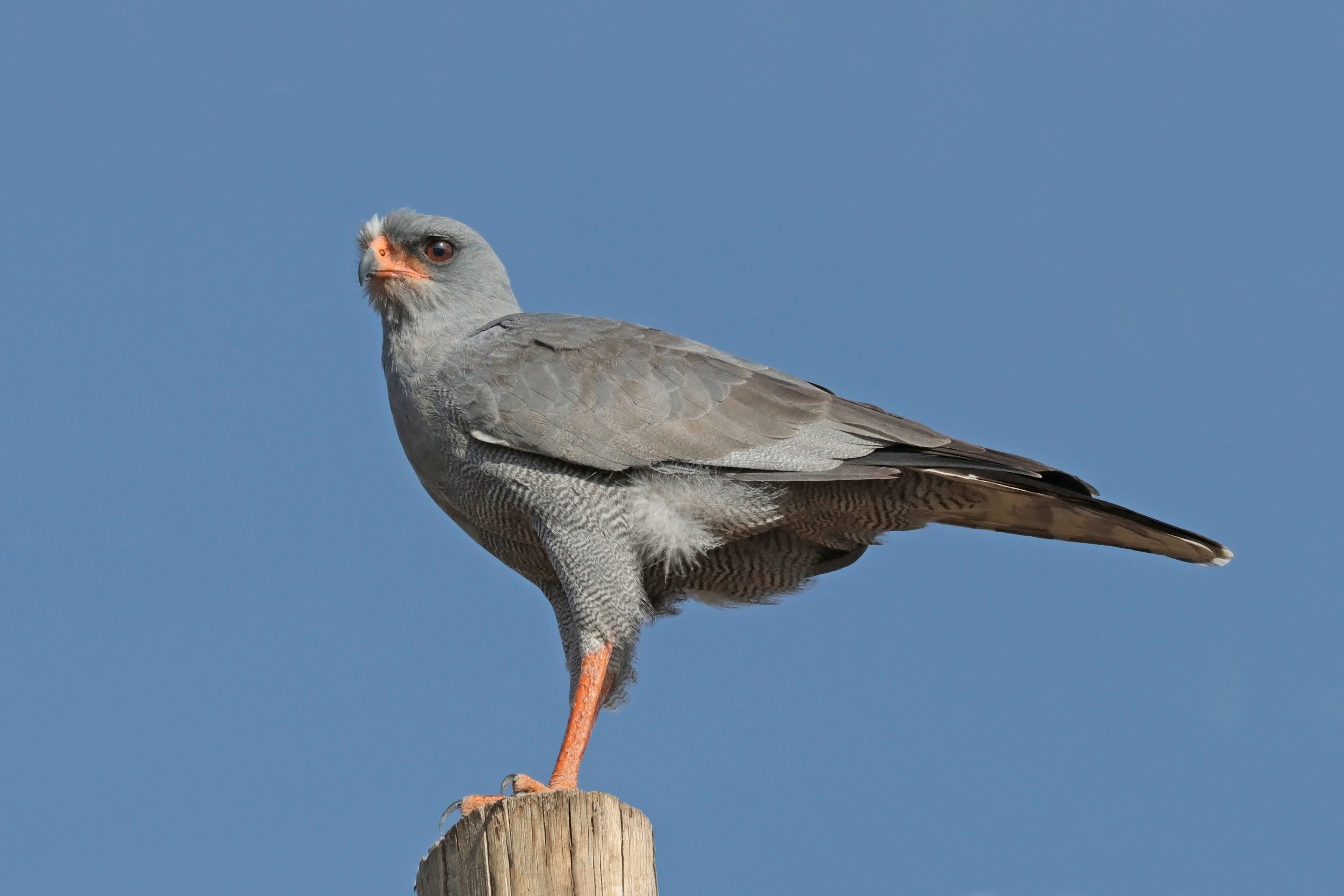
Un autour à ailes grises dans le parc national d'Awash. Décembre 2017.

L'Autour à ailes grises (Melierax poliopterus) est une espèce d'oiseaux de la famille des Accipitridae.

## Répartition
Cet oiseau vit en Afrique de l'Est.